# Johan Tobias Geisler
Johan Tobias Geisler, född 20 februari 1683 i Stockholm, död 29 maj 1729 i Falun, var en svensk gruvingenjör, vitterhetsidkare och målare.
Geisler var son till handlaren och brukspatronen på Garphyttan Christian Geisler och Barbara Lawe och från 1716 gift med Emerentia Sohlberg. Paret fick sonen Erik (1720-1773)  som blev gruvingenjörer och kartritare, som i sin tur blev far till  gruvingenjören och kartritaren Johan Tobias Geisler (1758-1826).
Tretton år gammal blev Geisler student vid Uppsala universitet, där han förutom klassiska och humanistiska studier även studerade musik, fäktkonst och porträttmåleri. Tack vare sina kunskaper inom naturvetenskaperna erhöll han av Olof Rudbeck den äldre uppdraget att biträda honom vid ordnandet av Uppsala universitets växtsamlingar. Efter att ha hemkommit från Bremen, dit han följde Nils Karlsson Gyllenstierna som guvernementssekreterare, ingick han 1711 i bergskollegium, där han efter tre års tjänst befordrades till markscheider vid Stora Kopparbergs gruva i Falun 1715. Där samarbetade han med Christoffer Polhem och ritade ett flertal gruvkartor över Falu koppargruva. En av kartorna som utgavs i kopparstick visar en vy i fågelperspektiv över Stora Stöten och byggnaderna därintill. Över Sala silvergruva utarbetade han 1719-1729 två gruvkartböcker med handritningar, den ena med en vy över silvergruvan som utgavs i ett kopparstick 1724 av Anders Wijkman. Han skrev vid sidan av sitt arbete dikter varav en tillägnades drottning Ulrika Elonora. Geisler är representerad vid Hessisches Landesmuseum i Kassel och vid Kommerskollegium.